# Dalim
Dalim ist der hellste Stern (Alpha Fornacis) im Sternbild Chemischer Ofen. Als Stern vierter Größe ist er aber dennoch sehr unscheinbar. Er hat eine sehr hohe Eigenbewegung von ca. 0,7 Winkelsekunden pro Jahr. Dalim ist Hauptkomponente (A) eines Doppelsterns, bei dem die andere Komponente (B) wiederum aus zwei Komponenten besteht (Ba und Bb).